# Dizionario biografico degli Italiani
Le Dizionario biografico degli Italiani (acronyme : DBI) est un dictionnaire biographique publié en 100 volumes sous la direction de l'Istituto dell'Enciclopedia italiana, commencé en 1960 et terminé en 2020, qui vise à rassembler environ 40 000 biographies, avec une riche bibliographie, sur des personnalités italiennes illustres.

## Historique
L'entreprise a été conçue vers 1925 sur le modèle de travaux analogues comme l'Allgemeine Deutsche Biographie en allemand (en 1912 en 56 volumes) ou le Dictionary of National Biography en anglais (en 2004, sous le nom de Oxford Dictionary of National Biography, en 60 volumes). Il s'agit de recueillir des notices biographiques sur les Italiens méritant d'entrer dans l'histoire, pour une période de temps très longue : depuis la chute de l'Empire romain d'Occident jusqu'à aujourd'hui. Comme directeur de l'Istituto dell'Enciclopedia Italiana, Giovanni Gentile a confié la tâche de coordonner le gigantesque travail de rédaction à Fortunato Pintor, aidé par Arsenio Frugoni ; depuis 2010, la direction est confiée à Raffaele Romanelli.
Le premier volume a été publié en 1960, à l'occasion du premier centenaire de l'Unité Italienne; en décembre 2020 est paru le centième et dernier volume. Sont sorties entre-temps des mises à jour ; par exemple, en 1990 est publié un volume supplémentaire relatif aux lettres A-C, contenant des notices de personnes décédées avant 1985.
Depuis 2010 est établi l'index des notices, de la lettre P jusqu'à Z, notices qui sont en cours de rédaction. Depuis mars 2011 est en place le nouveau portail d'accès, conjointement avec la version en ligne de l'Enciclopedia Treccani, qui a été présenté solennellement à l'occasion du 150e anniversaire de l'Unité italienne, marquant l'ouverture aux nouvelles technologies.